# 8568 Larrywilson
8568 Larrywilson è un asteroide della fascia principale. Scoperto nel 1996, presenta un'orbita caratterizzata da un semiasse maggiore pari a 2,1573500 UA e da un'eccentricità di 0,1010316, inclinata di 0,87548° rispetto all'eclittica.